# 霊仙山
霊仙山（りょうぜんざん、りょうぜんやま）は、滋賀県の犬上郡多賀町と米原市にまたがる鈴鹿山脈の最北に位置する標高1,094 mの山。山の東山腹は岐阜県大垣市上石津町と不破郡関ケ原町に属する。北側には伊吹山が対峙している。『花の百名山』として花の多い山であることが知られていて、シーズン中は多くの登山者が訪れる。

## 由来・歴史
正式な読みは「りょうぜんざん」であるが、「りょうぜんやま」と読まれたり、「霊仙」と略称されることも多い。
近江国坂田郡（現・米原市）を根拠地とする地方豪族・息長氏の出身とも伝えられる平安時代前期の法相宗の僧であり、日本で唯一の三蔵法師である霊仙を、名祖（なおや）とする。「霊仙三蔵堂」が麓の醒井養鱒場の脇に建立されている。明治以前には「霊山」と呼ばれていて、祖先の霊が籠る山であることが山名の由来であるとする説もある。奈良時代に山頂に「霊仙寺」が建立されたと伝えられているが、現在はその痕跡は見られない。榑ヶ畑コースの登山口付近には、第二次世界大戦には約50戸、160人の榑ヶ畑集落があったが、1957年（昭和32年）に廃村となった。現在は緩やかな山の斜面に民家の石垣が残され、ユキノシタが見られる。経塚山（北霊仙山）に役小角の修行所があり、宣教大師が山麓に7つの寺院を建立したと伝えられていて、松尾寺がその一つである。
- 672年（白鳳元年） - 704年（慶雲元年）と2度に渡り、山頂に霊仙寺が建立され、そこで研いだ米の水が溜まって山頂の北側にある「お虎ヶ池」となり、それが流れ出して「漆ヶ滝」ができたという伝説がある[3]。
- 1950年（昭和25年） - 琵琶湖国定公園の特別地区に編入される。
- 1998年（平成10年）- 台風で霊仙山の山頂北東の避難小屋が倒壊した。
- 2003年（平成15年） - 霊仙山の山頂北東の避難小屋が再建された。

## 自然環境
山体は石灰岩からなり、なだらかな山の上部にはカレンフェルトやドリーネなどのカルスト地形が見られ、「近江カルスト」の一角をなしている。山頂部には窪みが多数あり、「お虎ヶ池」はドリーネにたまった池とみられている。南西の山麓には河内風穴の鍾乳洞がある。多賀町の北東部に位置している山頂からは近江盆地と琵琶湖が一望できる。

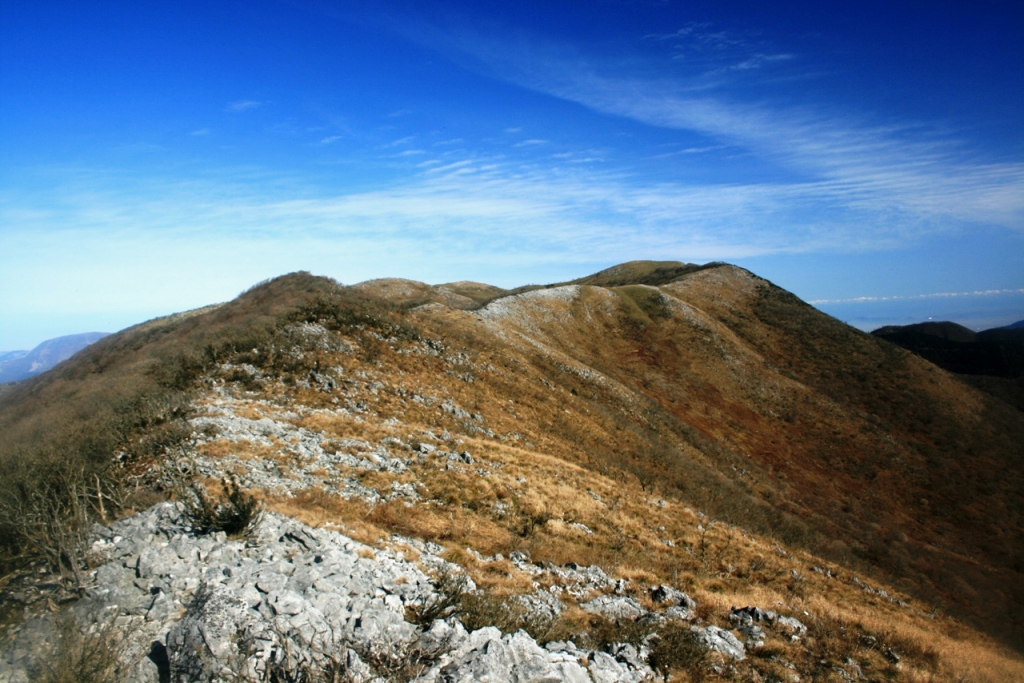
南西尾根の近江展望台から望む霊仙山の頂上部、石灰岩が散乱する稜線で、フクジュソウやヤマシャクヤクの群生地がある。

スキー場などの大規模開発がほとんど行われていないため、豊かな自然が残っている。比較的登りやすいなだらかな山であり、登山道も整備されているため、登山初心者を始め登山客に人気が高い。山頂部にあるお虎ヶ池には霊仙神社がある。冬には、日本海側の若狭湾方面からの季節風の影響を受け雪雲が流れ込み易く、山頂部は1 mを越える積雪となることが多い。

### 動物
山中には、アズマヒキガエル、ニホンジカ、ニホンリス、アカゲラ、イヌワシなどが生息している。夏場や湿度の高い時期にはヤマビルが多い地域であるため、事前の情報収集やヒル対策が必要である。登山道では花を吸蜜するウスバシロチョウ、キアゲハ、スジグロシロチョウなどが見られる。山頂直下にある「お虎ヶ池」では、アキアカネやオニヤンマが見られる。
| ニホンジカ | ヤマビル | ウスバシロチョウ | アキアカネ |
| ---------- | -------- | ---------------- | ---------- |
|            |          |                  |            |

### 植物
山頂部にはカエデ属のオオイタヤメイゲツ、クマザサやススキなどが分布している。中腹下部では炭焼きに利用されていたブナなどの広葉樹林の二次林があり、下部一帯はスギの植林地となっている。田中澄江により『花の百名山』に選定されていて、その著書で代表する花として「ヒロハノアマナ」が紹介された。春には石灰岩質の西南尾根にフクジュソウ（福寿草）の群落やニリンソウ、ベンケイソウ科のヒメレンゲ、ヤマシャクヤクなどが見られ、夏から秋には山頂一帯にイブキアザミ、イブキトラノオ、トリカブトやリュウノウギク、リンドウなどが咲き。山頂部直下北側にあるお虎ヶ池ではヒルムシロが見られる。登山道の周辺では、春から初夏にかけてアカモノ、イチリンソウ、エビネ、キツリフネ、サワギク、スミレ、チゴユリ、バイケイソウ、ハシリドコロ、ヒトリシズカ、ヒロハノアマナ、フウロソウ属のヒメフウロ、ホウチャクソウ、ミスミソウなどの花も見られる。
| フクジュソウ | ミスミソウ | トリカブト | ヤマツツジ |
| ------------ | ---------- | ---------- | ---------- |
|              |            |            |            |

## 登山
登山家の内田嘉弘は1957年に霊仙山へ登ったことがきっかけとなり、その道に進んだ。花の百名山、ぎふ百山、関西百名山に選定されている。

### 登山コース

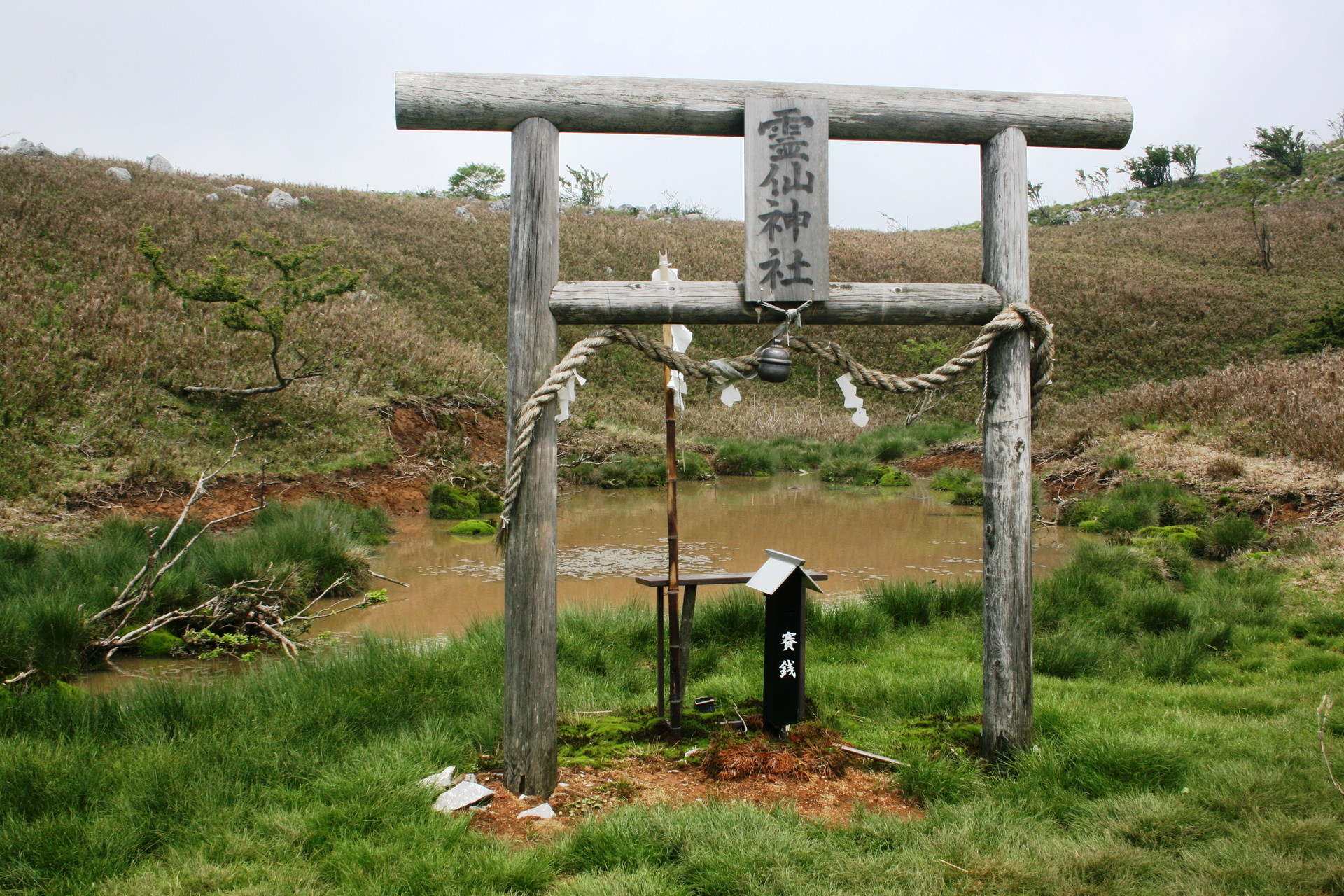
榑ヶ畑コースの登山道にある「お虎ヶ池」と霊仙神社

各方面からの以下の登山道がある。登山道は地元の住人らにより整備されている。山頂部は高い樹木が生育できず、石灰岩が点在し360度の良好な展望がある。榑ヶ畑コースが最短のコースで、よく利用されている。
- 榑ヶ畑コース - 醒ヶ井養鱒場の林道の先の廃村となった榑ヶ畑が登山口から、山小屋かなや、二合目の汗拭き峠、五合目の近江見晴らし台、お猿岩、お虎ヶ池と霊仙神社、経塚山を経て山頂に至るコースである[7][8][9][13][19][20]。登山口に休憩所が設置されている。
- 谷山谷コース - 上丹生集落の先の天野川の支流の丹生川に沿ったコースで、谷山谷沿いには屏風岩、コウモリ穴、くぐり岩、漆ヶ滝がある[2][7]。谷山との鞍部で柏原からのコースに合流し、経塚山を経て山頂に至る[8][14][21]。途中に山腹を巻く枝道がある。
- 今畑コース - 廃村となった今畑から宗金寺、笹峠、近江展望台、南霊山を経て最高点の至る西南尾根に沿ったフクジュソウなどの花の多いコース[15]。近江展望台からは琵琶湖などの展望が良い[19][22]。
- 柏原コース - JR東海の東海道本線柏原駅からの北東の尾根に沿ったコースで、四合目と経塚山手前に避難小屋がある。谷山（標高993 m）の北側斜面を巻き、山頂避難小屋と経塚山を経て山頂に至る[6]。
- 梓河内コース - 天野川の支流の梓川に沿った梓河内の集落からの北側の尾根に沿ったコースで、柏原からのコースの七合目で合流する。

他にバリエーションルートがある。

### 周辺の山小屋
登山道にある山小屋を下表に示す。「かなや」のみが有人の小屋でキャンプ場が併設されていて、他は無人の避難小屋である。山小屋かなやの横には、大阪府立今宮工科高等学校の私有の山小屋がある。
| 画像 | 名称           | 所在地             | 標高 (m) | 霊仙山からの 方角と距離 (km) | 収容 人数 | 備考                                |
| ---- | -------------- | ------------------ | -------- | ---------------------------- | --------- | ----------------------------------- |
|      | 山頂避難小屋   | 経塚山頂上直下北東 | 1,017    | 北東 0.8                     | 10        | 土間と板間があり 伊吹山の展望が良い |
|      | かなや         | 汗拭峠直下北西     | 430      | 西 1.6                       | 30        | キャンプ場併設 テント5張            |
|      | 四合目避難小屋 | 柏原コース四合目   | 750      | 北東 3.3                     | 数人      | コンテナボックス 緊急避難用         |

## ギャラリー

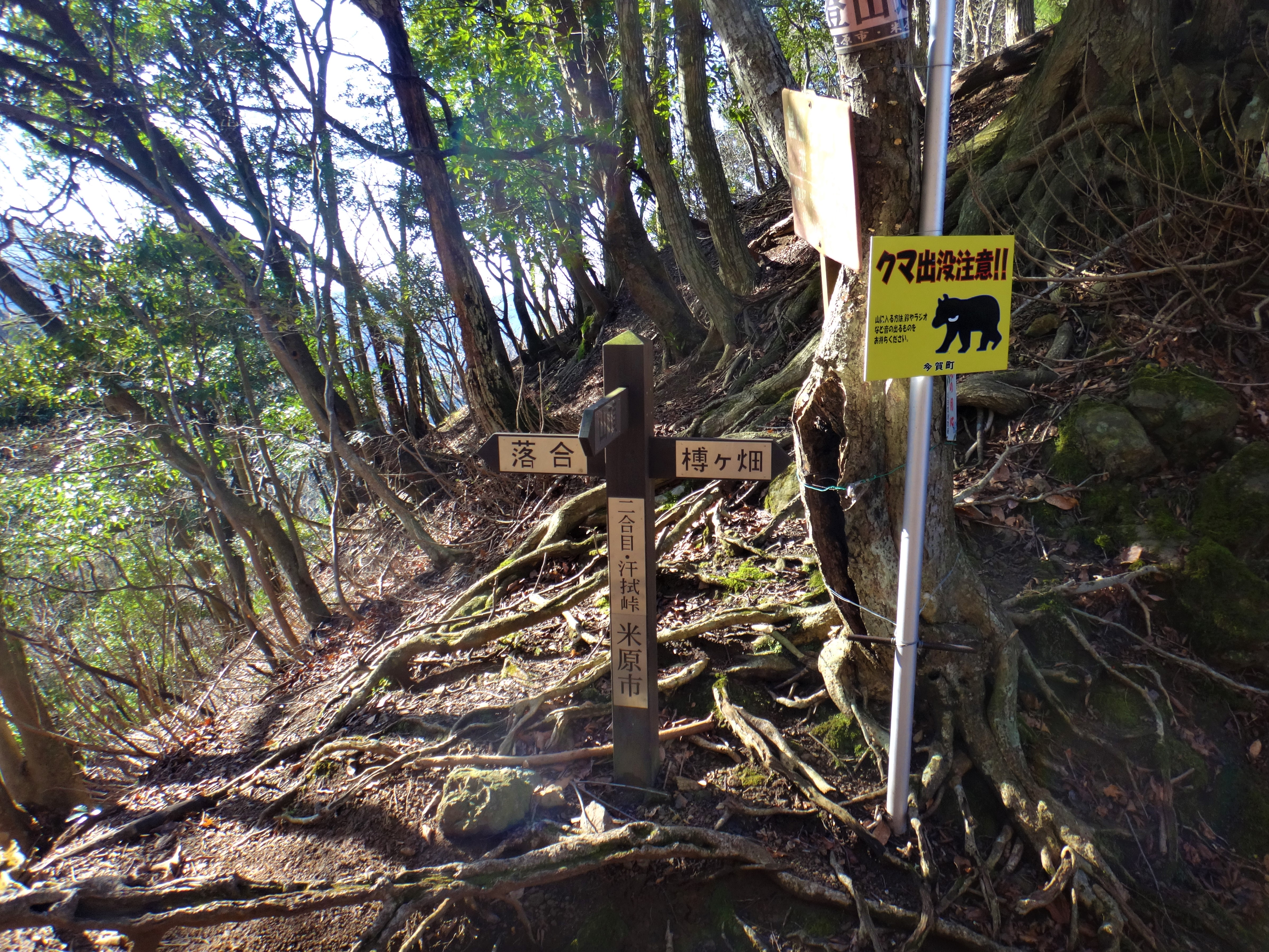
汗拭き峠
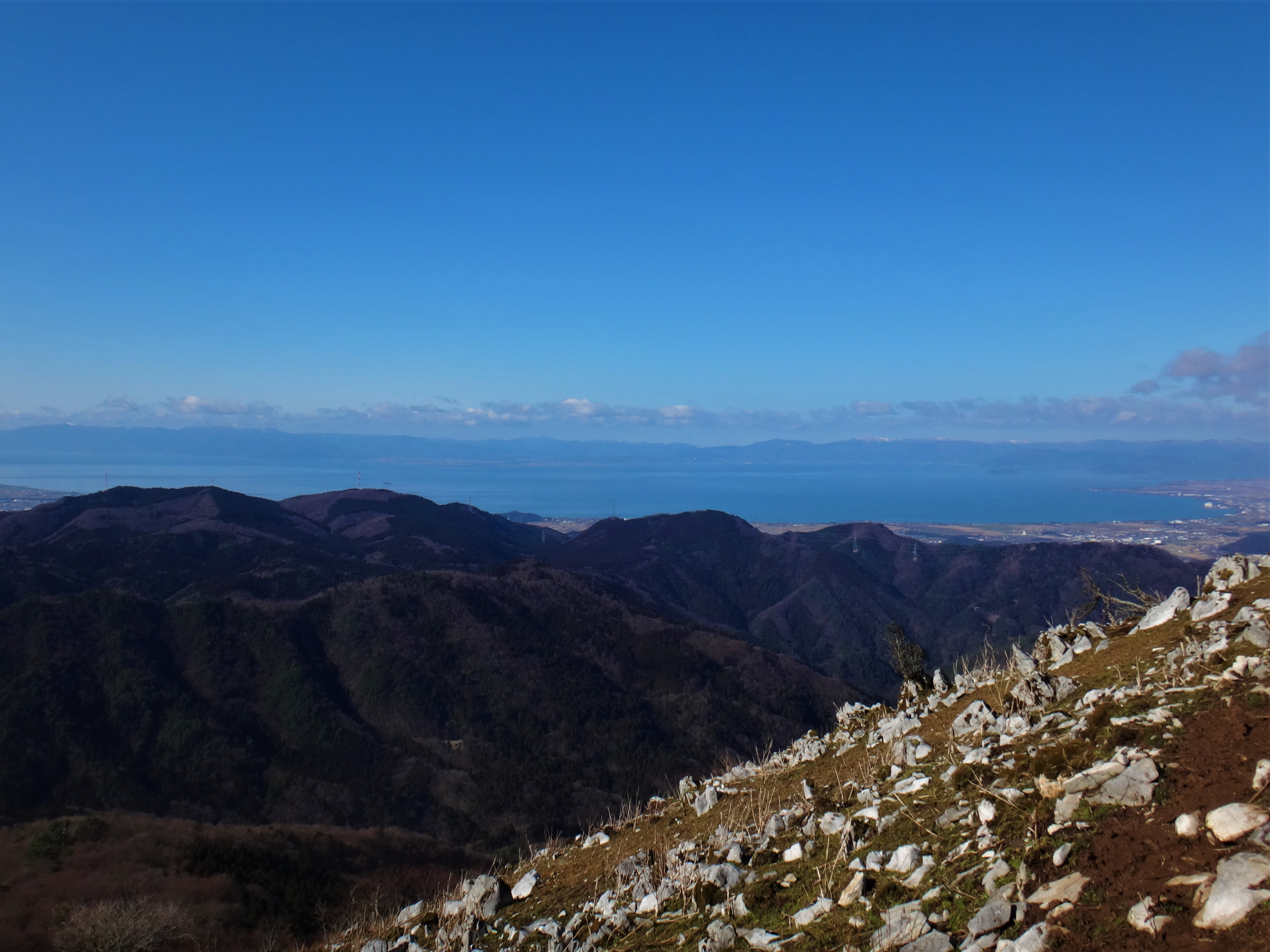
カレンフェルトと琵琶湖
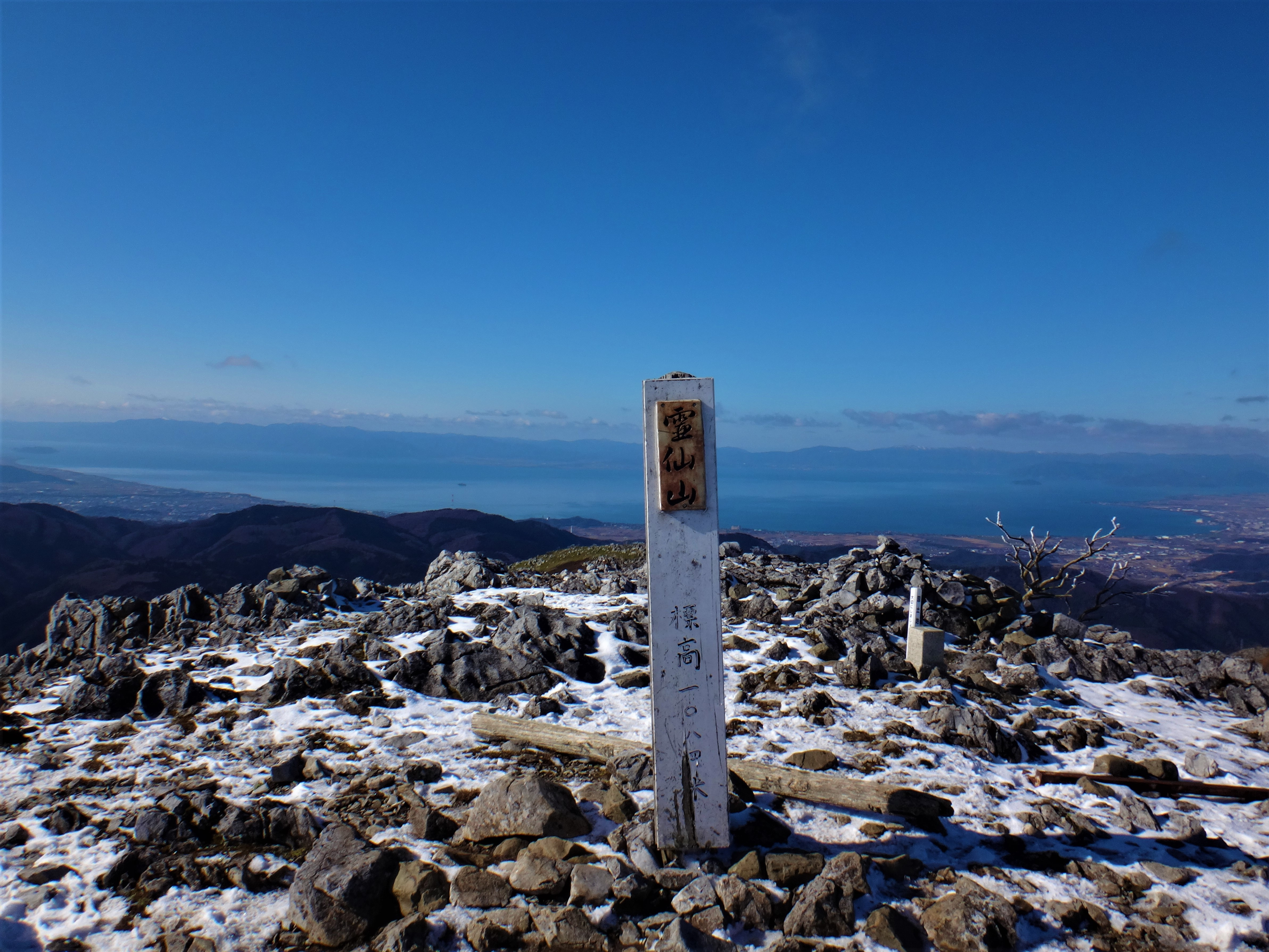
霊仙山山頂
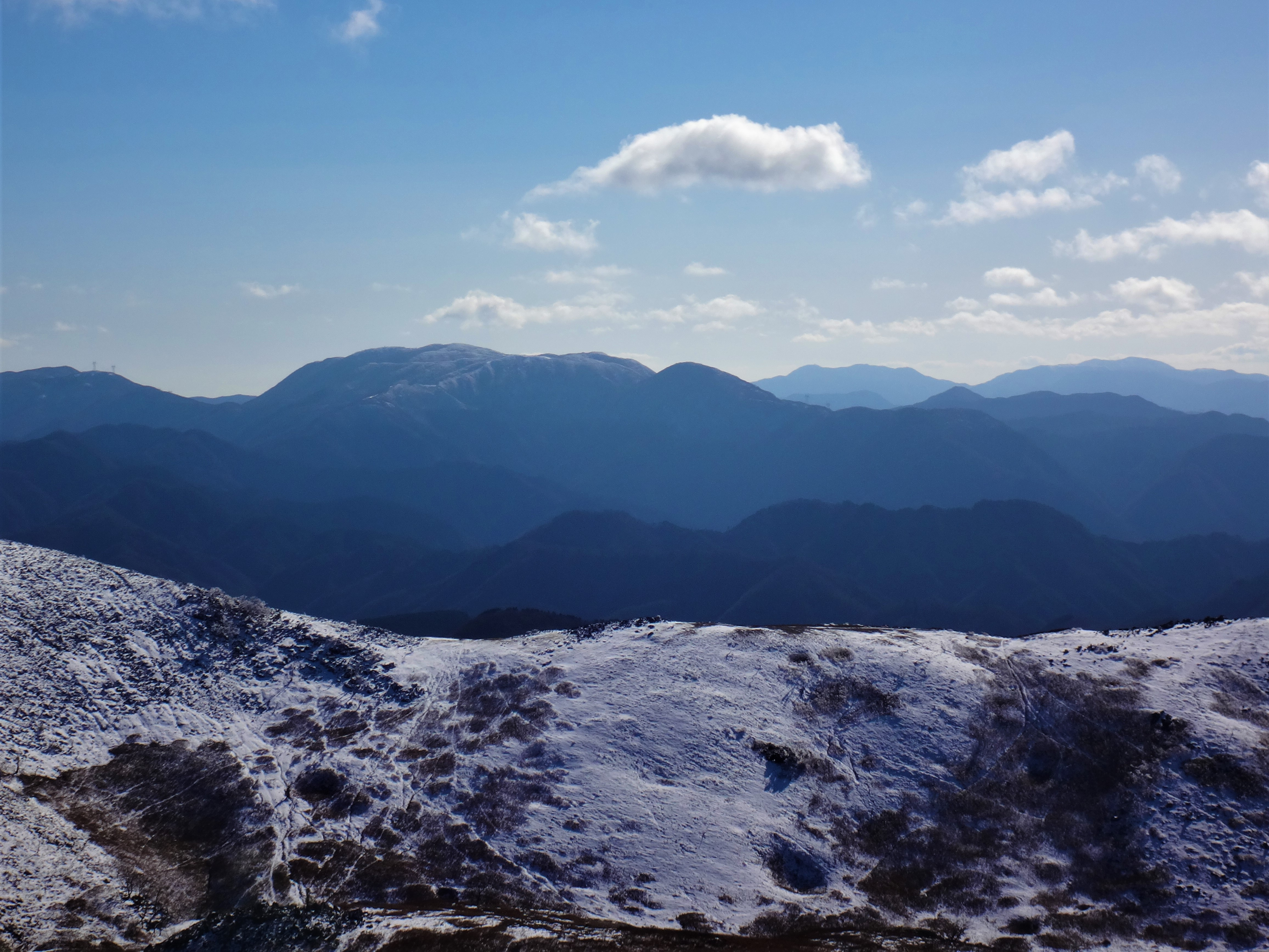
山頂から御池岳と御在所岳
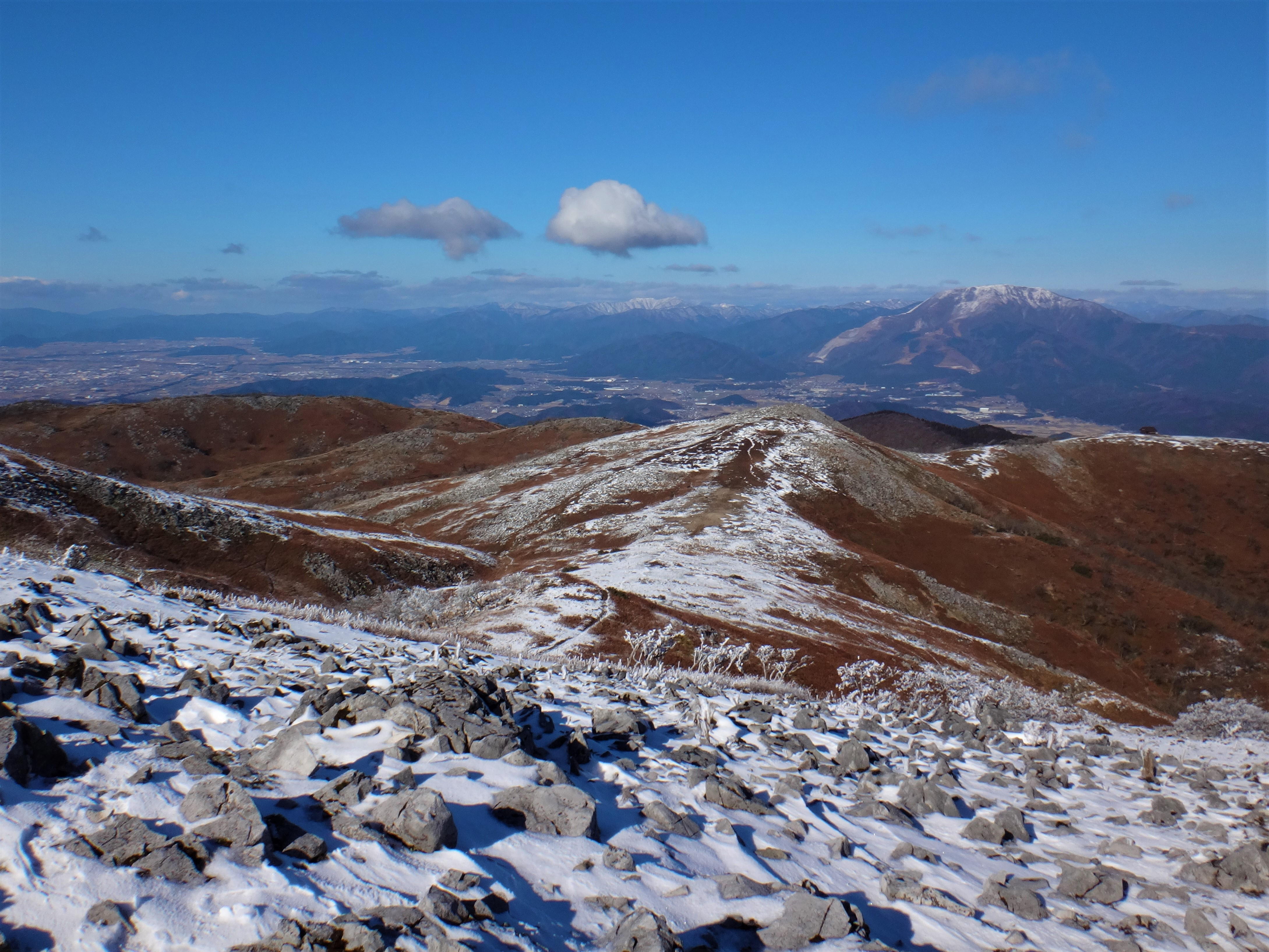
霊仙山最高点から伊吹山
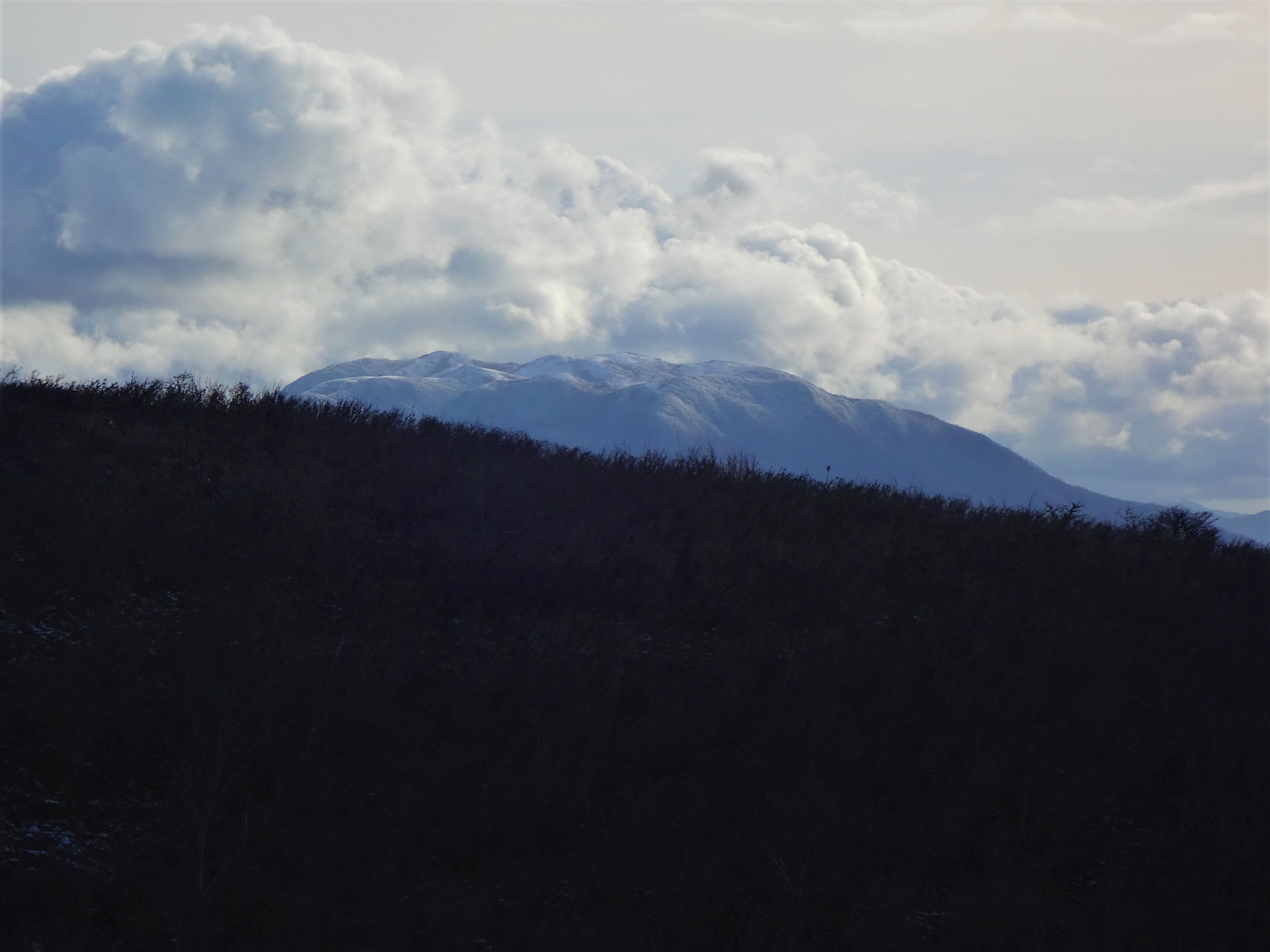
伊吹山五合目からの霊仙山

## 地理

### 周辺の山

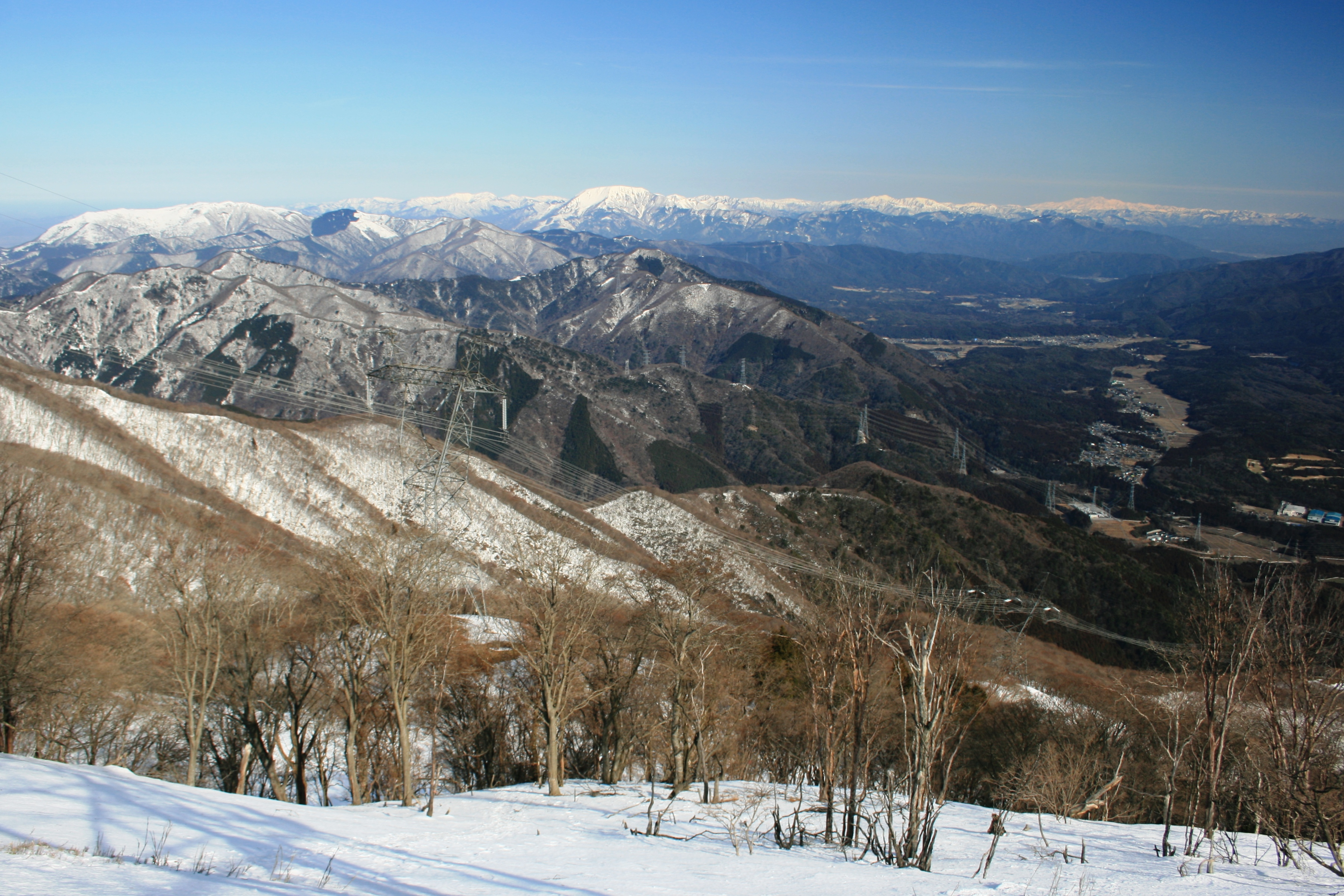
藤原岳方面から望む鈴鹿山脈北部の周辺の山、左上が霊仙山、遠景は伊吹山と白山

鈴鹿山脈の最北端に位置し、その北側が近江盆地と濃尾平野の分水嶺となっている。その北側には伊吹山地があり、伊吹山が対峙している。最高点の北側のピークは「経塚山」（北霊仙山、標高1,040 m）と呼ばれている。最高点から北西約400 mには二等三角点があるピークがある。
| 山容 | 山名     | 標高 (m) | 三角点等級 基準点名           | 霊仙山からの 方角と距離(km) | 備考                      |
| ---- | -------- | -------- | ----------------------------- | --------------------------- | ------------------------- |
|      | 伊吹山   | 1,377.31 | 一等 「伊吹山」               | 北 15.5                     | 日本百名山 滋賀県の最高峰 |
|      | 霊仙山   | 1,094    | （二等）「霊仙山」 (1,083.45) | 0                           | 花の百名山 関西百名山     |
|      | ソノド   | 926.0    | 三等 「ソノドヲ」             | 東南東 3.2                  |                           |
|      | 烏帽子岳 | 864.73   | 三等 「烏帽子岳」             | 南東 7.4                    |                           |
|      | 三国岳   | 894      | （三等）「阿惣」 (814.97 m)   | 南南東 7.8                  | 岐阜・三重・滋賀県境      |
|      | 御池岳   | 1,247    |                               | 南南東 11.8                 | 鈴鹿山脈の最高峰          |
|      | 養老山   | 859.31   | 一等 「養老山」               | 東 13.0                     | 養老山地                  |

### 源流の河川

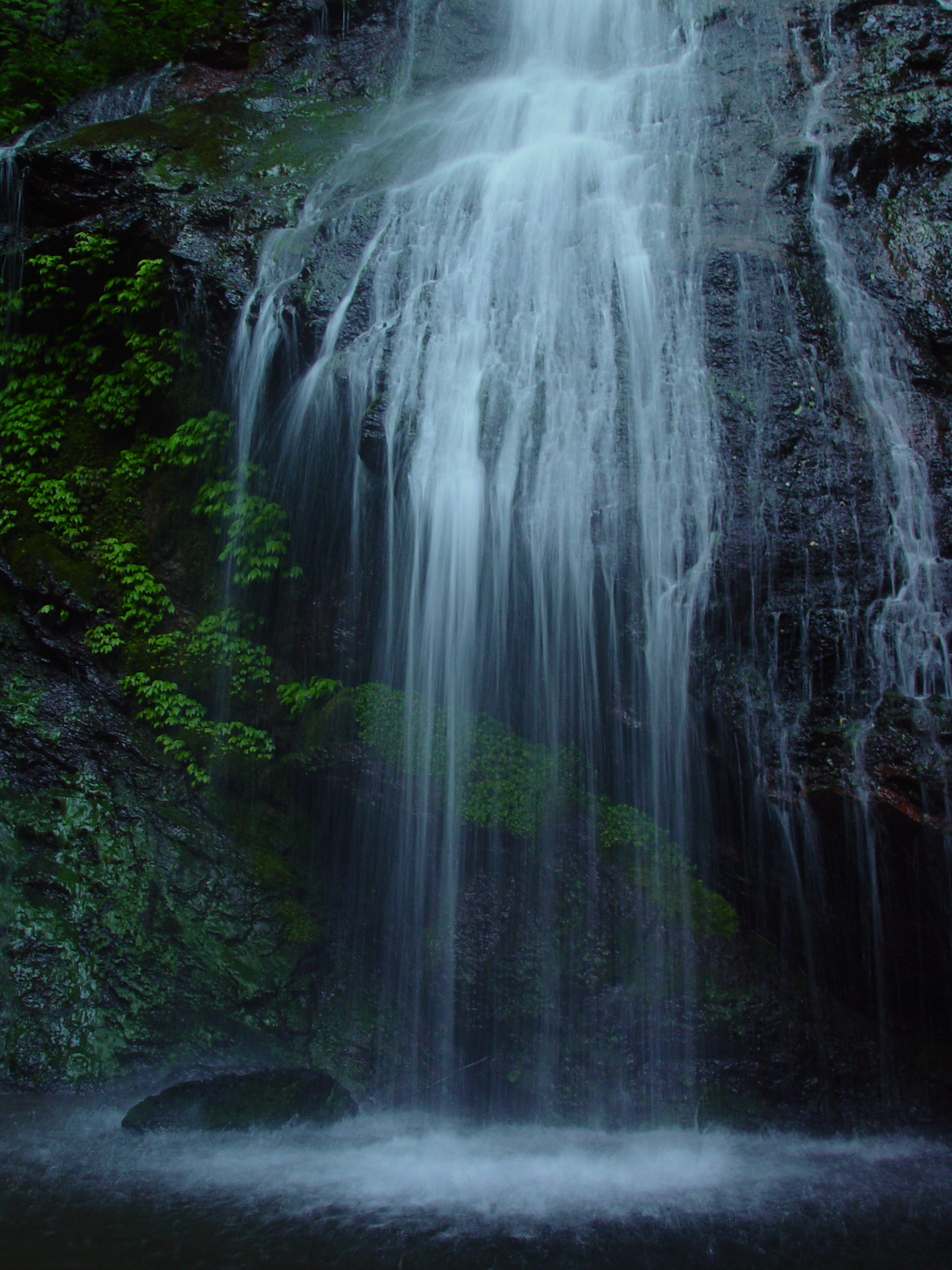
丹生川上流部の谷山谷の登山道脇に「漆ヶ滝」がある。上段と下段合わせて落差15 m程

以下の源流となる河川は、琵琶湖及び伊勢湾へ流れる。
- 丹生川、宗谷川（天野川の支流） - 宗谷川の醒井峡谷には1878年（明治11年）に設立された日本最古の滋賀県営の大規模な醒井養鱒場がある[7]。丹生川上流部の谷山谷の登山道脇に「漆ヶ滝」がある。上段と下段合わせて落差15 mほど[7]。
- 大洞谷、権現谷（芹川の支流）
- 薮ヶ谷、幾里谷、今須川、梓川（木曽川水系牧田川の支流）

### 交通・アクセス
- JR東海東海道本線の醒ケ井駅が山頂の北北西6.0 kmにあり、柏原駅が山頂の北北東7.5 kmにある。
- 北陸自動車道米原インターチェンジが山頂の南西6.5kmにあり、名神高速道路関ヶ原インターチェンジが山頂の北東12.0 kmにある。
- 北山麓を東海道新幹線、東海道本線、名神高速道路、国道21号が通る。
- 西山麓を滋賀県道17号多賀醒井線が通る。
- 山腹には植林のための林道が敷設されている。